# خویشاوندان
خویشاوندان (انگلیسی: Blood Relatives) فیلمی فرانسوی به کارگردانی کلود شابرول است که در سال ۱۹۷۸ منتشر شد. از بازیگران آن می‌توان به دونالد ساترلند، استفان اودران، دونالد پلیسنس، لیسا لنگلوئیس و دیوید همینگز اشاره کرد.